# エスワティニの首相
エスワティニの首相（エスワティニのしゅしょう）は、エスワティニ王国における政府の長。

## 概要
2006年に公布されたスワジランド（現エスワティニ）憲法では、国王は諮問委員会の推薦を踏まえて下院議員の中から首相を任命し、首相の推薦をもって大臣を任命する（第67条）。第68条では以下の場合に首相が失職すると定められている。
1. 国王が任務不適格として任命を取り消した場合。
2. 破産宣告された場合。
3. 下院議員でなくなった場合。
4. 首相を辞任した場合。
5. 議会の3分の2以上の賛成をもって不信任決議案が可決された場合。
6. 不正行為を行った場合。
7. 死去した場合。

ただし不信任決議案が可決され、首相が3日以内に辞任しない場合は、国王は議会または内閣のいずれかを解散させることができる（第134条）。またこのほか、首相は2期以上連続で務めることができない（第68条）。
首相は議会の解散を国王に勧告することができるが、解散しなくともエスワティニ政府が存続できる、あるいは解散がエスワティニの利益にならないと国王が判断した場合は、議会の解散を拒否することができる。それ以外の場合は基本的に国王は首相の勧告に基づいて行動することと定められている（第134条）。
首相は内閣の議長であり、政府の指導者と定められている（第66条）。内閣には副首相も置かれ（第66条）、首相が国内に不在の場合、あるいは病気やその他の理由で権限を行使できない場合は副首相がこれを代行する（第71条）。首相、副首相とも、就任の際には宣誓を行うこととなっている（第73条）。年に1回、議会に対して全ての政策の報告を行う義務を負っている（第56条）。また国王は首相の助言に基づいてエスワティニの全体または一部に非常事態を宣言することができる（第36条）。
（出典）The Constitution of the Kingdom of Swaziland Act 2005 (PDF) 

## 歴代首相の一覧
斜体の日付は、職務として事実上継続していることを示している。
| 代                         | 氏名                                                            | 肖像                       | 就任日                     | 退任日                     | 所属政党                                 | 備考                       |
| イギリス領スワジランド首相 | イギリス領スワジランド首相                                      | イギリス領スワジランド首相 | イギリス領スワジランド首相 | イギリス領スワジランド首相 | イギリス領スワジランド首相               | イギリス領スワジランド首相 |
| -------------------------- | --------------------------------------------------------------- | -------------------------- | -------------------------- | -------------------------- | ---------------------------------------- | -------------------------- |
| 1                          | マコシニ・ドラミニ Prince Makhosini Dlamini                     |                            | 1967年5月16日              | 1968年9月6日               | インボコドボ国民運動(INM)                |                            |
| スワジランド首相           |                                                                 |                            |                            |                            |                                          |                            |
| 1                          | マコシニ・ドラミニ Prince Makhosini Dlamini                     |                            | 1968年9月6日               | 1976年3月31日              | インボコドボ国民運動(INM)→ 無所属(1973-) | 3月17日退任とも            |
| 2                          | マフェブ・ドラミニ Prince Maphevu Harry Dlamini                 |                            | 1976年3月31日              | 1979年10月25日             | 軍政                                     | 3月17日就任とも            |
| 代行                       | ベン・ンシバンゼ Benjamin Mshamndane Nsibandze                  |                            | 1979年10月25日             | 1979年11月23日             | 無所属                                   |                            |
| 3                          | マバンドラ・ドラミニ Prince Mabandla Ndawombili Fred Dlamini    |                            | 1979年11月23日             | 1983年3月25日              | 無所属                                   |                            |
| 4                          | ベキムピ・ドラミニ Prince Bhekimpi Alpheus Dlamini              |                            | 1983年3月25日              | 1986年10月6日              | 無所属                                   |                            |
| 5                          | ソッシャ・ドラミニ Sotsha Ernest Dlamini                        |                            | 1986年10月6日              | 1989年7月12日              | 無所属                                   |                            |
| 6                          | オベイド・ドラミニ Obed Mfanyana Dlamini                        |                            | 1989年7月12日              | 1993年10月25日             | 無所属                                   | 1989年7月18日まで代行      |
| 代行                       | アンドレアス・ファクゼ Andreas Fakudze                          |                            | 1993年10月25日             | 1993年11月4日              | 無所属                                   |                            |
| 7                          | ジェームソン・ムビリニ・ドラミニ Prince Jameson Mbilini Dlamini |                            | 1993年11月4日              | 1996年5月8日               | 無所属                                   |                            |
| 代行                       | シシャイ・ンツマロ Simon Sishayi Nxumalo                        |                            | 1996年5月8日               | 1996年7月26日              | 無所属                                   |                            |
| 8                          | バーナバス・シブシソ・ドラミニ Barnabas Sibusiso Dlamini        |                            | 1996年7月26日              | 2003年9月29日              | 無所属                                   | 1期目                      |
| 代行                       | ポール・シャバング Paul Shabangu                                |                            | 2003年9月29日              | 2003年11月26日             | 無所属                                   |                            |
| 9                          | テンバ・ドラミニ Absalom Themba Dlamini                         |                            | 2003年11月26日             | 2008年9月18日              | 無所属                                   |                            |
| 代行                       | ベキ・ドラミニ Bheki Dlamini                                    |                            | 2008年9月18日              | 2008年10月23日             | 無所属                                   |                            |
| 10                         | バーナバス・シブシソ・ドラミニ Barnabas Sibusiso Dlamini        |                            | 2008年10月23日             | 2018年4月19日              | 無所属                                   | 2期目                      |
| エスワティニ首相           |                                                                 |                            |                            |                            |                                          |                            |
| (10)                       | バーナバス・シブシソ・ドラミニ Barnabas Sibusiso Dlamini        |                            | 2018年4月19日              | 2018年9月5日               | 無所属                                   | （2期目）                  |
| 代行                       | ヴィンセント・ムシャンガ Vincent Mhlanga                        |                            | 2018年9月5日               | 2018年10月29日             | 無所属                                   |                            |
| 11                         | アンブロセ・マンドゥロ・ドラミニ Ambrose Mandvulo Dlamini       |                            | 2018年10月29日             | 2020年12月13日             | 無所属                                   | 在任中のまま死去           |
| 代行                       | テンバ・マスク Themba Nhlanganiso Masuku                        |                            | 2020年12月13日             | 2021年7月19日              | 無所属                                   |                            |
| 12                         | クレオパ・ドラミニ Cleopas Sipho Dlamini                        |                            | 2021年7月19日              | 2023年9月28日              | 無所属                                   |                            |
| 代行                       | ムグワグワ・ガメゼ Mgwagwa Gamedze                              |                            | 2023年9月28日              | 2023年11月3日              | 無所属                                   |                            |
| 13                         | ラッセル・ドラミニ Russell Dlamini                              |                            | 2023年11月4日              | （現職）                   | 無所属                                   |                            |